# Sicório Probo
Sicório Probo (em latim: Sicorius Probus) foi um oficial romano do fim do século III, ativo no Oriente durante o reinado conjunto dos imperadores Diocleciano (r. 284–305) e Galério (r. 293–311). Segundo um fragmento da obra de Pedro, o Patrício, em 297, quando servia como mestre das memórias, foi enviado ao Império Sassânida como emissário para firmar a paz com o xá Narses I (r. 293–302).